# عبد العالي ابن المحقق الكركي
الشيخ عبد العالي ابن المحقق الكركي، هو أبو محمد تاج الدين الشيخ عبد العالي بن الشيخ علي المحقق الكركي. عالم دين شيعي من جبل عامل، كان مرجعا للشيعة بعد والده المحقق الكركي.

## ولادته وسيرته
ولد في 19 ذي القعدة سنة 926 هجرية، كان معاصرا للشاه طهماسب وبقي بعده. سار بمسيرة أبيه وكان منفتحا على الحوار، خاصة مع أهل السنة وكان له مناظرات وحورات مع الميرزا مخدوم الشريفي السني صاحب كتاب نواقض الروافض.

كانت أغلب اقامته بمدينة كاشان حيث اشتغل فيها بالتدريس، وعيّن جماعة فيها لفصل القضايا الشرعية والصلاح بين الناس، وكان الشاه طهماسب يبالغ في تعظيمه وتكريمه.

## مصنفاته
له العديد من المصنفات منها:
1. شرح إرشاد العلامة
2. شرح كبير على ألفية الشهيد الأول
3. رسالة عملية في «فقه الصلاة اليومية».
4. «تعليقات على رسالة الشيخ علي بن هلال في مسائل الطهارة».
5. كتاب «المناظرات مع الميرزا مخدوم في الإمامة».

## وفاته
وكانت وفاته في اصفهان سنة 993 هجرية، ثم نقل إلى المشهد الرضوي ودفن في دار السيادة.